# Бенская волость
Бенская волость (латыш. Bēnes pagasts) — одна из территориальных единиц Добельского края. Находится на Земгальской равнине Среднелатвийской низменности и частично в районе Лиелауцских холмов Восточно-Курземской возвышенности.

Наиболее крупные населённые пункты Бенской волости: Бене (волостной центр), Крушкалне, Вецмикели.
По территории волости протекают реки: Ауце, Говайнис, Скуйайне, Свепайне.
Наивысшая точка: Яундалбиню калнс (111.8 м)
Национальный состав: 69 % — латыши, 15,7 % — русские, 5,3 % — белорусы, 5,3 % — литовцы, 2 % — украинцы, 1 % — поляки.
Волость пересекают автомобильная дорога Елгава — Ауце и железнодорожная линия Елгава — Ренге (железнодорожная станция Бене).

## История
Первое упоминание в исторических источниках относится к 1272 году. В XVI веке был выстроен комплекс зданий Бенского поместья. Посёлок возник в 1880-е годы, когда появилась железнодорожная станция на открытом участке железной дороги.
В 1935 году территория Бенской волости Елгавского уезда составляла 62 км², в ней проживало 1681 человек.
В 1922 году на территории бывшего поместья было организовано образцовое хозяйство. После Второй мировой войны на его основе был создан совхоз Бене, который в 1972 году был реорганизован в три самостоятельных колхоза, ликвидированных в 1994 году.
В 1945 году в волости были образованы Бенский и Крушкалнский сельские советы. В 1949 году произошла отмена волостного деления и Бенский сельсовет вошёл в состав Добельского района.
В 1951 году к Бенскому сельсовету была присоединена территория ликвидированного Крушкалнского сельсовета, в 1954 — Сникерского. В 1958 году Бене был присвоен статус рабочего посёлка, и Бенский сельсовет составил сельскую территорию посёлка Бене. При этом колхоз «Зелменис» отошёл к Укрскому сельсовету. В 1965 году к Бенской сельской территории был присоединён совхоз «Межмали», ранее принадлежавший Ауцской сельской территории. В 1977 году — часть территории Укрского сельсовета.
В 1990 году Бенский сельсовет был реорганизован в волость. В 2009 году, по окончании латвийской административно-территориальной реформы, Бенская волость вошла в состав Ауцского края.
В 2021 году в результате новой административно-территориальной реформы Ауцский край был упразднён, а Бенская волость была включена в Добельский край.
В 2007 году в волости находилось 11 экономически активных предприятий, 811 частных хозяйств, Бенская средняя школа, Бенская музыкальная и художественная школа, Бенская начальная школа, детское дошкольно-образовательное учреждение «Рукиши», библиотека, Дом культуры, докторат, аптека, почтовое отделение.